# Anna Smirnova
Anna Olegovna Smirnova (Russisch: Анна Олеговна Смирнова; Moskou, 24 juli 1982) is een Russische mezzosopraan. 

## Levensloop
Ze is geboren in een familie van muzikanten. Van 2000 tot 2002 studeerde ze zang aan het Conservatorium van Moskou bij professor Joeri Grigorjev. Bovendien kreeg ze ook privéles van de sopraan Jekaterina Koedrjavtsjenko. Verder volgde ze nog masterclasses met Elisabeth Schwarzkopf en Thomas Hampson in Zürich. 
Smirnova studeerde af aan het Staatsconservatorium van de Oeral (M. P. Moessorgski) te Jekaterinenburg. Tijdens de jaren dat Smirnova aan het conservatorium studeerde nam ze deel aan verscheidene concerten, festivals en wedstrijden. 
Momenteel is Smirnova soliste bij het muziektheater Zazerkale.

## Stemgeluid
Anna Smirnova heeft een natuurlijke zeldzame stem – coloratuur mezzosopraan. Het bereik van haar stem is indrukwekkend: van lage octaaf F tot en met D in de derde.

## Prijzen
Smirnova won de eerste prijs bij de wedstrijd van het conservatorium op de 60e Dag van de Overwinning. Ze was ook de winnares van de eerste prijs van de IBLA International Competition te Italië. 
Verder won ze tweemaal de Wetenschapsprijs van de gouverneur van oblast Sverdlovsk voor speciale verdiensten in lesgeven en kunstenaarstalent.
In 2010 was ze ingeschreven in de gediplomeerde school van het St. Petersburg Conservatorium in de klas: The People's Artist of the USSR professor I.P. Bogacheva.

## Rollen
Haar repertoire bevat verschillende rollen waaronder:
- Amneris in Aida
- Giulietta in Les contes d'Hoffmann
- Elisabetta in Maria Stuarda
- Eboli in Don Carlos
- Olga in Jevgeni Onegin
- Azucena in Il trovatore

In 2007 maakte ze haar debuut op het podium in het Teatro alla Scala in Milaan, samen met Adriana Lecouvreur. Onder leiding van Lorin Maazel trad ze op in het stuk Messa da Requiem en Aida met Daniel Barenboim.